# Gaio Atilio Bulbo
Gaio Atilio Bulbo  (in latino Gaius Atilius Bulbus; fl. 245 a.C.–234 a.C.) fu console romano.

## Biografia
Nel 245 a.C. fu eletto console, nel 235 a.C. diviene console per la seconda volta. Il fatto più memorabile di tale anno fu che il tempio di Giano fu chiuso per la prima volta dai tempi del re Numa Pompilio .
L'anno seguente, nel 234 a.C. fu eletto censore.